# District d'Awaran
Le district d'Awaran (en ourdou : ضلع آواران) est une subdivision administrative du sud de la province Baloutchistan au Pakistan créée en 1992.
Constitué autour de sa capitale Awaran, le district est principalement rural et peuplé de quelque 120 000 habitants. Avec seulement quatre habitants par kilomètre carré, c'est le moins densément peuplé du pays.
Surtout pauvre et vivant de l'agriculture malgré un climat aride, la population est en majorité constituée de tribus baloutches.

## Histoire
Le district comprend dans sa partie sud une portion du parc national Hingol, créé en 1988 afin de protéger les paysages et la biodiversité de cette région. 
Le district est créé le 11 novembre 1992 alors qu'il était auparavant inclus dans le district de Khuzdar.
Le 24 septembre 2013, le nord du district est l'épicentre d'un tremblement de terre d'une magnitude de 7,7 sur l'échelle de Richter, causant des centaines de morts et des dommages importants, jusqu'à 80 % des maisons étant détruites ou endommagées à Awaran,.

## Géographie

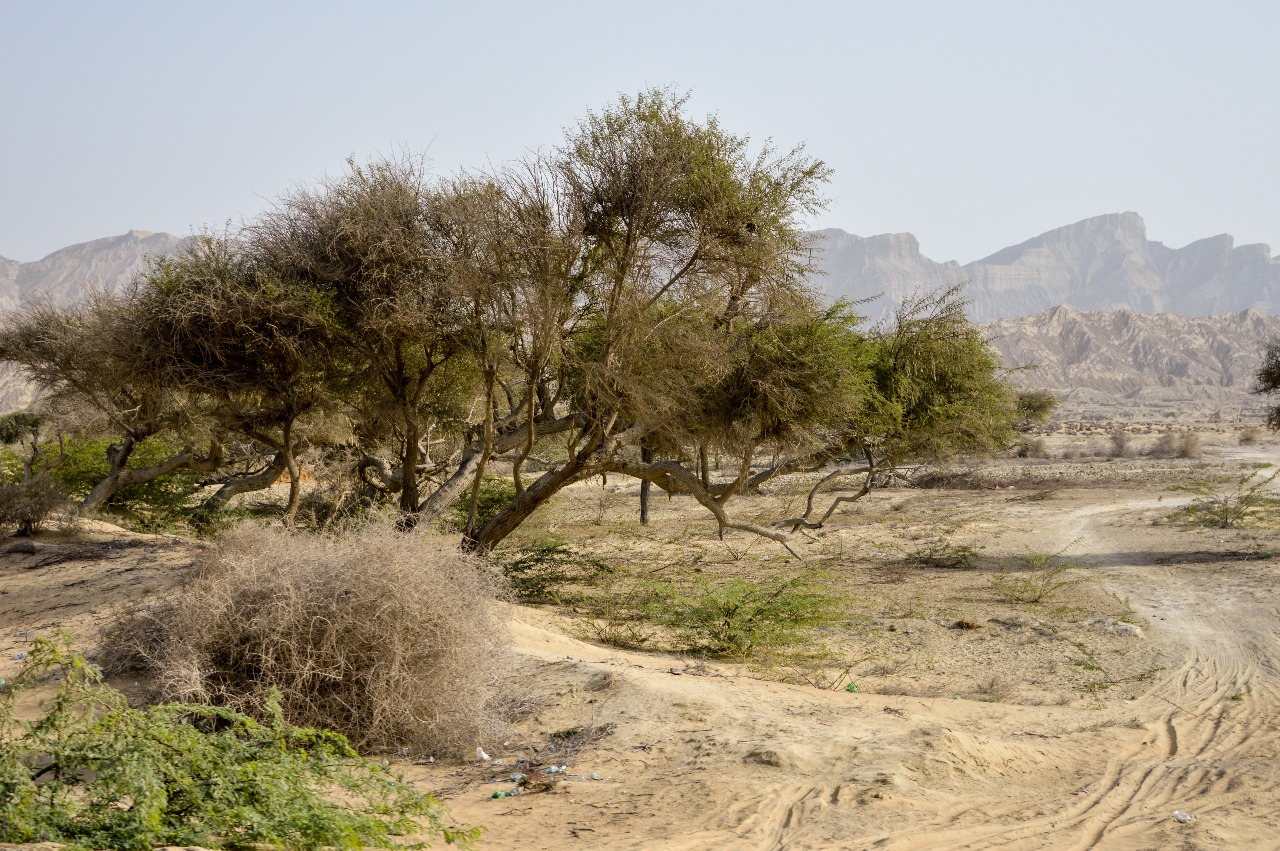
Paysage du parc national Hingol.

Situé dans le sud du Baloutchistan, le district est à proximité des rives de la mer d'Arabie et sa partie sud est incluse dans le parc national Hingol. Le district est principalement désertique et montagneux avec une végétation éparse. Les forêts recouvrent moins de 2 % de la surface du district, surtout dans le nord, et les zones humides 1,2 %, donc un vaste lac à la frontière avec le district de Kech.  
Le climat est aride, chaud en été et doux en hiver. De fortes tempête de sable se déroulent de juin à septembre et les pluies sont concentrées d'avril à juillet,. 

## Démographie
Lors du recensement de 1998, la population du district a été évaluée à 118 173 personnes, dont 21 % d'urbains. Le taux d'alphabétisation était de 15 % environ, soit bien moins que la moyenne nationale de 44 %. Il se situait à 23 % pour les hommes et 6 % pour les femmes, soit un différentiel de 17 points, contre 25 pour la moyenne nationale,.
En 2012, l'alphabétisation est estimée à 41 % par les autorités, dont 59 % pour les hommes et 21 % pour les femmes.
Le recensement suivant mené en 2017 pointe une population de 121 680 habitants, soit une croissance annuelle inférieure à 0,2 %, très nettement inférieure aux moyennes nationale et provinciale de 2,4 % et 3,4 % respectivement. Il s'agit même de la plus basse performance de tous les districts pakistanais. Le taux d'urbanisation augmente pour passer à 28 % alors que la population rurale s'affiche en baisse.
Le district accueille en majorité des tribus baloutches, parmi lesquels les Bizenjos et les Mohammed Hasnis qui sont les principales, ainsi que les Sajdis, Mirwanis, Rakhshani, Musianis et Mengals. La langue la plus parlée est donc le baloutchi, avec quelques minorités parlant brahoui et pachto. Le district compte quelques minorités religieuses : 1,3 % d'hindous et 0,7 % de chrétiens en 1998, ainsi que de faibles effectifs de sikhs et zoroastriens. 

## Administration

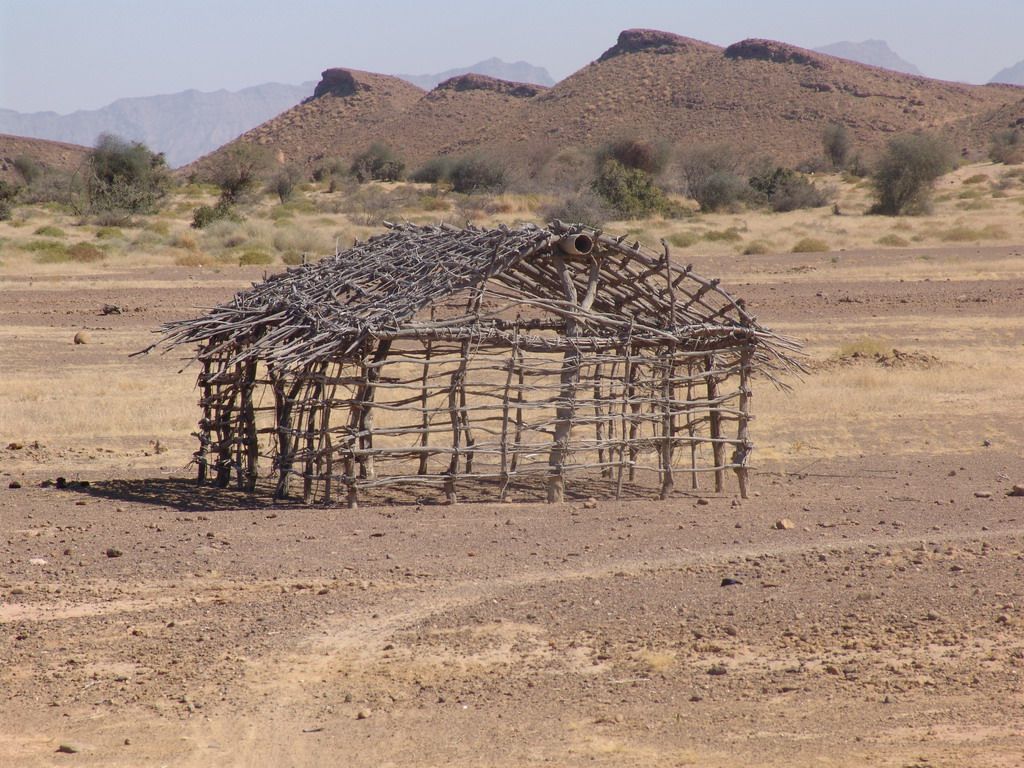
Paysage du tehsil d'Awaran.

Le district est divisé en deux tehsils et deux « sous-tehsils » ainsi que 8 Union Councils.
| Tehsil   | Population (rec. 2017) |
| -------- | ---------------------- |
| Awaran   | 30 325                 |
| Gishkore | 18 522                 |
| Jhal Jao | 40 033                 |
| Mashkai  | 33 131                 |

Le district compte près de 34 000 urbains selon le recensement de 2017, répartis dans seulement deux villes : la capitale Awaran et Gajjar Mashkay. 
| Ville          | Population (rec. 2017) |
| -------------- | ---------------------- |
| Awaran         | 21 848                 |
| Gajjar Mashkay | 12 493                 |

## Économie et éducation

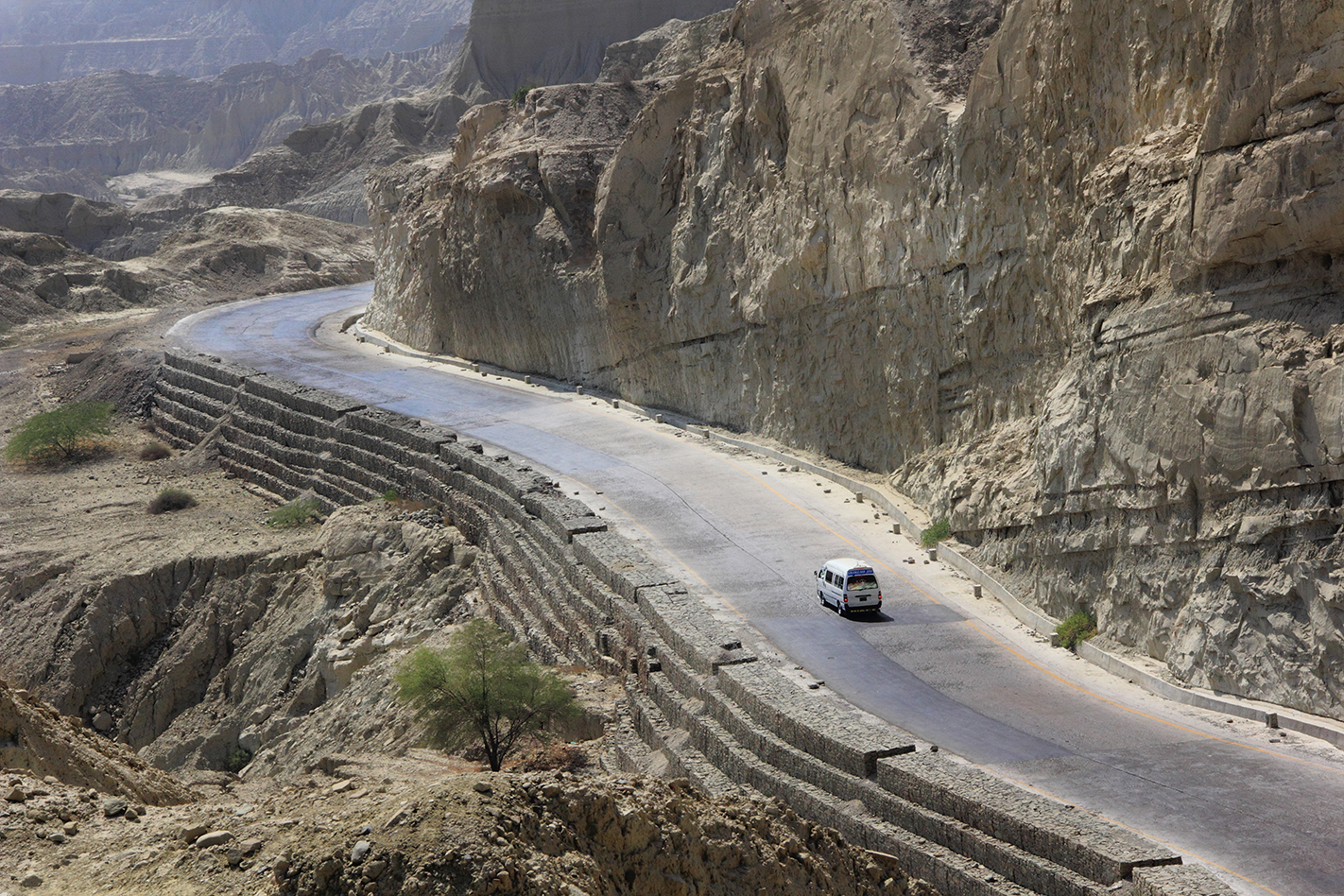
Paysage du parc national Hingol.

La population vit principalement sous un climat aride et la vaste majorité du district est inoccupée. Les habitants sont donc principalement concentrés dans le nord et l'ouest du district où on trouve les 2,2 % de la superficie totale qui sont cultivés, soit environ 570 kilomètres carrés. L’irrigation est peu développée et l'agriculture dépend surtout des précipitations, produisant du blé, de l'orge, du colza, des légumineuses, du raisin, des pommes et des dattes notamment. L'élevage de chèvres et de moutons est également une source importante de subsistance.
Les services publics sont peu développés dans le district, notamment les infrastructures scolaires qui sont manquantes. Seuls 60 % des enfants sont scolarisés dans le primaire en 2012, et ce taux chute à 27 % pour l'enseignement secondaire. 

## Insurrection baloutche
Le district d'Awaran est particulièrement touché par les guerres baloutches qui voient s’affronter les autorités centrales à des indépendantistes baloutches, notamment issus du Front de libération du Baloutchistan. Les cas de violations des droits humains, notamment de disparitions forcées, sont une source de conflits entre la population et les autorités. L'armée pakistanaise y stationnerait près de 3 500 soldats en 2014 contre moins de 200 policiers réguliers présents. 

## Politique
De 2002 à 2018, le district est représenté par la circonscription no 41 à l'Assemblée provinciale du Baloutchistan. Lors des élections législatives de 2008, elle a été remportée par un candidat indépendant, et durant les élections législatives de 2013, par un candidat de la Ligue musulmane du Pakistan (Q). À l'Assemblée nationale, il est partiellement représenté par la circonscription no 270, qu'il partage avec le district de Lasbela. Lors des élections de 2008, elle a été remportée par un candidat de la Ligue musulmane du Pakistan (Q), et durant les élections de 2013, par un candidat indépendant.
Depuis la réforme électorale de 2018, le district est partiellement représenté par la circonscription no 270 à l'Assemblée nationale, qui couvre aussi les districts Panjgur et Washuk. À l'Assemblée provinciale, le district est compris dans la  circonscription no 44 qu'il partage avec Panjgur. Lors des élections législatives de 2018, les circonscriptions sont remportées par le Parti baloutche Awami,.